# Список игр по мотивам сериала «Симпсоны»
«Си́мпсоны» — американский мультипликационный ситком, созданный Мэттом Грейнингом для Fox Broadcasting Company. Сериал является сатирической пародией на средний класс американцев, воплощённый в одноимённой семье, которая состоит из Гомера, Мардж, Барта, Лизы и Мэгги. Действие происходит в вымышленном городе Спрингфилд и высмеивает американскую культуру, общество, телевидение и многие аспекты человеческого существования. Симпсоны были придуманы Грейнингом незадолго до встречи с продюсером Джеймсом Л. Бруксом, на которой обсуждалось создание серии короткометражных мультфильмов. Грейнинг создал неблагополучную мультипликационную семью, взяв имена для них у членов своей семьи и изначально дав Барту собственное имя. 19 апреля 1987 года короткометражки стали частью «Шоу Трейси Ульман». После трёх сезонов скетч перешёл в формат получасового шоу и стал хитом на канале Fox. Растущая популярность сериала мотивировала разработчиков к созданию игр на его основе. Также были произведены два автомата для пинбола: один одноименный, который был доступен только в течение ограниченного времени после конца первого сезона (1990 год), и The Simpsons Pinball Party (2003 год). Кроме того, были выпущены несколько портативных устройств для игр, таких как Bartman: Avenger of Evil (1990 год) и Bart Simpson’s Cupcake Crisis (1991 год).
Видеоигры, основанные на сериале, были выпущены на нескольких платформах, начиная с первой игры, созданной в 1991 году. The Simpsons Arcade Game, была разработана и выпущена компанией Konami и увидела свет на Commodore 64 и DOS, в то время как The Simpsons: Bart vs. The Space Mutants, разработанная Imagineering, расширила франшизу на новые платформы, включая Amstrad CPC, NES и Sega Master System. В течение следующих нескольких лет франшиза продолжала расширяться путём выпуска эксклюзивных для некоторых систем игр, таких как The Simpsons: Cartoon Studio для PC (1996 год) и The Simpsons Wrestling для PlayStation (2001 год). Выпуск игры The Simpsons Game, разработанной Radical Entertainment в 2007 году, являлся дальнейшим расширением франшизы, появившись на новых платформах, включая Wii, Xbox 360 и PlayStation 3. Видеоигры про Симпсонов являются многожанровыми: например, игра-головоломка Krusty’s Fun House (1992 год), спортивный симулятор The Simpsons: Itchy & Scratchy in Miniature Golf Madness (1994 год) и автосимулятор The Simpsons: Road Rage (2003 год).

## Видеоигры
По состоянию на декабрь 2015 года было выпущено 28 видеоигр, персонажами которых являются Симпсоны. В следующей таблице демонстрируются название игры, дата выпуска, издатель, разработчик и платформы, на которых была выпущена игра, вместе с сопутствующей информацией. Краткий обзор игр, про которые невозможно написать статьи, дан в сносках.
|  | Пустая ячейка означает, что игра не была выпущена на данной платформе указанными производителями                          |
|  | Ячейка с указанной игровой консолью(ями) указывает, что игра была выпущена на данной платформе указанными производителями |

| Название                                                 | Детали релиза | Платформы         | Платформы              | Платформы             | Платформы   | Платформы               |
| Название                                                 | Детали релиза | Microsoft         | Nintendo               | Sega                  | Sony        | Другие                  |
| -------------------------------------------------------- | --- | ----------------- | ---------------------- | --------------------- | ----------- | ----------------------- |
| The Simpsons Arcade Game                                 | - Дата выпуска: 1991 год (Аркада) - Издатель: Konami - Разработчик: Konami                                                | XBLM              |                        |                       | PSN         | Аркадный автомат IBM PC |
| The Simpsons: Bart vs. The Space Mutants                 | - Дата выпуска: 1991 год (NES) - Издатели: Acclaim, Flying Edge, Ocean - Разработчик: Imagineering                        |                   | NES                    | Game Gear Genesis SMS |             | Amstrad CPC IBM PC      |
| The Simpsons: Bart's House of Weirdness                  | - Дата выпуска: 1991 год - Издатель: Konami - Разработчик: Distinctive                                                    |                   |                        |                       |             | IBM PC                  |
| Bart Simpson's Escape from Camp Deadly                   | - Дата выпуска: ноябрь 1991 год - Издатель: Acclaim - Разработчик: Imagineering                                           |                   | Game Boy               |                       |             |                         |
| The Simpsons: Bart vs. the World                         | - Дата выпуска: 1991 год (NES) - Издатель: Acclaim - Разработчик: Imagineering                                            |                   | NES                    | Game Gear             |             |                         |
| The Simpsons: Bart vs. The Juggernauts                   | - Дата выпуска: 1992 год - Издатель: Acclaim - Разработчик: Imagineering                                                  |                   | Game Boy               |                       |             |                         |
| Bartman Meets Radioactive Man                            | - Дата выпуска: 1992 год (Super NES) - Издатели: Acclaim, Flying Edge - Разработчик: Imagineering                         |                   | Super NES              | Game Gear             |             |                         |
| The Simpsons: Bart’s Nightmare                           | - Дата выпуска: 1992 год (Super NES) - Издатели: Acclaim, Flying Edge - Разработчик: Sculptured Software                  |                   | Super NES              | Genesis               |             |                         |
| The Itchy & Scratchy Game                                | - Дата выпуска: 1992 год (Genesis) - Издатель: Acclaim - Разработчик: Bits                                                |                   | Super NES              | Game Gear Genesis     |             |                         |
| Krusty's Fun House                                       | - Дата выпуска: 1992 год (NES) - Издатели: Acclaim, Virgin Games - Разработчик: Audiogenic                                |                   | Game Boy NES Super NES | Game Gear Genesis SMS |             | IBM PC                  |
| Virtual Bart                                             | - Дата выпуска: 30 сентября 1994 года (Super NES) - Издатель: Acclaim - Разработчик: Sculptured Software                  |                   | Super NES              | Genesis               |             |                         |
| The Simpsons: Itchy & Scratchy in Miniature Golf Madness | - Дата выпуска: ноябрь 1994 года - Издатель: Acclaim - Разработчик: Beam Software                                         |                   | Game Boy               |                       |             |                         |
| The Simpsons: Bart & the Beanstalk                       | - Дата выпуска: 1995 год - Издатель: Acclaim - Разработчик: Software Creations                                            |                   | Game Boy               |                       |             |                         |
| The Simpsons: Cartoon Studio                             | - Дата выпуска: 1996 год - Издатель: Fox Interactive - Разработчик: Big Top                                               | Windows           |                        |                       |             | Macintosh               |
| The Simpsons: Virtual Springfield                        | - Дата выпуска: 1997 год - Издатель: Fox Interactive - Разработчик: Digital Evolution                                     | Windows           |                        |                       |             | Macintosh               |
| The Simpsons Bowling                                     | - Дата выпуска: 2000 год - Издатель: Konami - Разработчикs: Konami, Fox Interactive                                       |                   |                        |                       |             | Аркадный автомат        |
| The Simpsons: Night of the Living Treehouse of Horror    | - Дата выпуска: 21 марта 2001 года - Издатель: THQ - Разработчик: Software Creations                                      |                   | GB Color               |                       |             |                         |
| The Simpsons Wrestling                                   | - Дата выпуска: 4 апреля 2001 года - Издатель: Activision - Разработчик: Big Ape                                          |                   |                        |                       | PlayStation |                         |
| The Simpsons: Road Rage                                  | - Дата выпуска: 20 ноября 2001 года (PS2) - Издатель: Electronic Arts - Разработчик: Radical                              | Xbox              | GameCube               |                       | PS2         |                         |
| The Simpsons Skateboarding                               | - Дата выпуска: 12 ноября 2002 года - Издатели: Electronic Arts, Fox Interactive - Разработчик: The Code Monkeys          |                   |                        |                       | PS2         |                         |
| The Simpsons: Road Rage                                  | - Дата выпуска: 2 июля 2003 года - Издатель: THQ - Разработчик: Altron Corporation                                        |                   | GBA                    |                       |             |                         |
| The Simpsons Hit & Run                                   | - Дата выпуска: 16 сентября 2003 года - Издатели: Fox Interactive, Vivendi Universal Games - Разработчик: Radical         | Windows Xbox      | GameCube               |                       | PS2         | PC                      |
| The Simpsons Game                                        | - Дата выпуска: 30 октября 2007 года - Издатель: Electronic Arts - Разработчикs: Rebellion, EA Redwood Shores             | Xbox 360          | Nintendo DS Wii        |                       | PS2 PS3 PSP |                         |
| Minutes to Meltdown                                      | - Дата выпуска: 2007 год - Издатель: EA Mobile - Разработчик: G5 Entertainment                                            |                   |                        |                       |             | Мобильные               |
| Itchy and Scratchy Land                                  | - Дата выпуска: 2009 год - Издатель: EA Mobile - Разработчик: EA Mobile                                                   |                   |                        |                       |             | Мобильные               |
| The Simpsons Arcade                                      | - Дата выпуска: 9 декабря 2009 года (J2ME) - Издатель: EA Mobile - Разработчик: IronMonkey                                |                   |                        |                       |             | iOS J2ME                |
| The Simpsons: Tapped Out                                 | - Дата выпуска: 27 февраля 2012 года - Издатель: EA Mobile - Разработчик: EA Mobile                                       |                   |                        |                       |             | iOS Android Kindle      |
| Lego Dimensions                                          | - Дата выпуска: 27 сентября 2015 года - Издатель: Warner Bros. Interactive Entertainment - Разработчик: Traveller's Tales | Xbox 360 Xbox One | Wii U                  |                       | PS3 PS4     |                         |

### Сноски
1. ↑  The Simpsons: America's First Family (television documentary). BBC. 2000.
2. ↑  Richmond, Ray[англ.]; Coffman, Antonia. The Simpsons: A Complete Guide to Our Favorite Family[англ.] (англ.). — HarperCollins, 1997. — P. 14. — ISBN 0-00-638898-1.
3. ↑  Gerard, Jeremy (21 февраля 1990). Bad Language, Hurt Feelings and Success. The New York Times. The New York Times Company. Архивировано 2 августа 2012. Дата обращения: 30 июля 2012.
4. ↑  Stern Pinball, Inc. Announces A Wild 'Simpsons Pinball Party'. Stern Pinball. Дата обращения: 12 августа 2007. Архивировано из оригинала 1 августа 2012 года.
5. ↑  Bartman: Avenger of Evil. IGN. News Corporation. Дата обращения: 2 августа 2012. Архивировано 2 августа 2012 года.
6. ↑  Bart Simpson's Cupcake Crisis. IGN. News Corporation. Дата обращения: 2 августа 2012. Архивировано 2 августа 2012 года.
7. ↑  Weiss, Brett Alan. The Simpsons – Overview. AllGame. Rovi Corporation. Дата обращения: 16 августа 2012. Архивировано 21 января 2013 года.
8. ↑  Bart vs. the Space Mutants:
  - Irwin, Jeff. The Simpsons: Bart vs. The Space Mutants – Overview. AllGame. Rovi Corporation. Дата обращения: 16 августа 2012. Архивировано 21 января 2013 года.
  - Irwin, Jeff. The Simpsons: Bart vs. The Space Mutants – Overview. AllGame. Rovi Corporation. Дата обращения: 16 августа 2012. Архивировано 21 января 2013 года.
9. ↑  The Simpsons: Bart's House of Weirdness – Overview. AllGame. Rovi Corporation. Дата обращения: 16 августа 2012. Архивировано 21 января 2013 года.
10. ↑  Weiss, Brett Alan. Bart Simpson's Escape From Camp Deadly – Overview. AllGame. Rovi Corporation (3 октября 2010). Дата обращения: 16 августа 2012. Архивировано 21 января 2013 года.
11. ↑  Baker, Christopher Michael. The Simpsons: Bart vs. the World – Overview. AllGame. Rovi Corporation (3 октября 2010). Дата обращения: 20 августа 2012. Архивировано 21 января 2013 года.
12. ↑  The Simpsons: Bart vs. The Juggernauts – Overview. AllGame. Rovi Corporation. Дата обращения: 16 августа 2012. Архивировано 21 января 2013 года.
13. ↑  Marriott, Scott Alan. The Simpsons: Bartman Meets Radioactive Man – Overview. AllGame. Rovi Corporation. Дата обращения: 16 августа 2012. Архивировано 21 января 2013 года.
14. ↑  Weiss, Brett Alan. The Simpsons: Bart's Nightmare – Overview. AllGame. Rovi Corporation. Дата обращения: 16 августа 2012. Архивировано 21 января 2013 года.
15. ↑  The Itchy and Scratchy Game – Overview. AllGame. Rovi Corporation. Дата обращения: 16 августа 2012. Архивировано 21 января 2013 года.
16. ↑  Krusty’s Fun House:
  - Baker, Christopher Michael. Krusty's Fun House – Overview. AllGame. Rovi Corporation. Дата обращения: 16 августа 2012. Архивировано 21 января 2013 года.
  - Game, All. Krusty's Super Fun House – Overview. AllGame. Rovi Corporation. Дата обращения: 16 августа 2012. Архивировано 21 января 2013 года.
  - Krusty's Fun House – Overview. AllGame. Rovi Corporation. Дата обращения: 16 августа 2012. Архивировано 21 января 2013 года.
17. ↑  Virtual Bart:
  - Wigmore, Glenn. Virtual Bart – Overview. AllGame. Rovi Corporation. Дата обращения: 16 августа 2012. Архивировано 21 января 2013 года.
  - Wigmore, Glenn. Virtual Bart – Overview. AllGame. Rovi Corporation. Дата обращения: 16 августа 2012. Архивировано 21 января 2013 года.
18. ↑  Itchy & Scratchy in Miniature Golf Madness – Overview. AllGame. Rovi Corporation. Дата обращения: 16 августа 2012. Архивировано 21 января 2013 года.
19. ↑  Marriott, Scott Alan. The Simpsons: Bart & The Beanstalk – Overview. AllGame. Rovi Corporation. Дата обращения: 16 августа 2012. Архивировано 21 января 2013 года.
20. ↑  Savignano, Lisa Karen. The Simpsons Cartoon Studio – Overview. AllGame. Rovi Corporation. Дата обращения: 16 августа 2012. Архивировано 21 января 2013 года.
21. ↑  Shani, Tamara. The Simpsons: Virtual Springfield – Overview. AllGame. Rovi Corporation. Дата обращения: 16 августа 2012. Архивировано 21 января 2013 года.
22. ↑  The Simpsons Bowling – Overview. AllGame. Rovi Corporation. Дата обращения: 16 августа 2012. Архивировано 21 января 2013 года.
23. ↑  Deci, T.J. The Simpsons: Night of the Living Treehouse of Horror – Overview. AllGame. Rovi Corporation. Дата обращения: 16 августа 2012. Архивировано 21 января 2013 года.
24. ↑  House, Matthew. The Simpsons Wrestling – Overview. AllGame. Rovi Corporation. Дата обращения: 16 августа 2012. Архивировано 21 января 2013 года.
25. ↑  Deci, T.J. The Simpsons Road Rage – Overview. AllGame. Rovi Corporation. Дата обращения: 16 августа 2012. Архивировано 21 января 2013 года.
26. ↑  Weiss, Brett Alan. The Simpsons Skateboarding – Overview. AllGame. Rovi Corporation. Дата обращения: 16 августа 2012. Архивировано 21 января 2013 года.
27. ↑  Marriott, Scott Alan. The Simpsons Road Rage – Overview. AllGame. Rovi Corporation. Дата обращения: 16 августа 2012. Архивировано 21 января 2013 года.
28. ↑  Marriott, Scott Alan. The Simpsons: Hit & Run – Overview. AllGame. Rovi Corporation. Дата обращения: 16 августа 2012. Архивировано 21 января 2013 года.
29. ↑  Marriott, Scott Alan. The Simpsons Game – Overview. AllGame. Rovi Corporation. Дата обращения: 16 августа 2012. Архивировано 21 января 2013 года.
30. ↑  The Simpsons: Minutes to Meltdown. EA Mobile. Electronic Arts. Дата обращения: 22 марта 2012. Архивировано из оригинала 2 августа 2012 года.
31. ↑  Buchanan, Levi. The Simpsons: Minutes to Meltdown Review. IGN (24 июля 2007). Дата обращения: 8 августа 2010. Архивировано из оригинала 21 января 2013 года.
32. ↑  The Simpsons: Itchy & Scratchy Land. EA Mobile. Electronic Arts. Дата обращения: 22 марта 2012. Архивировано из оригинала 2 августа 2012 года.
33. ↑  The Simpsons Arcade. AllGame. Rovi Corporation. Дата обращения: 16 августа 2012. Архивировано 21 января 2013 года.
34. ↑  Davis, Justin. Build Your Own Springfield in The Simpsons: Tapped Out – iPhone Preview at IGN. IGN. News Corporation (27 февраля 2012). Дата обращения: 22 марта 2012. Архивировано из оригинала 2 августа 2012 года.
35. ↑  The Simpsons: Tapped Out (Kindle Tablet Edition). Amazon. Дата обращения: 15 августа 2013. Архивировано 5 августа 2013 года.
36. ↑  Portal, Doctor Who, The Simpsons and more confirmed for Lego Dimensions. Polygon (10 мая 2015). Дата обращения: 11 мая 2015. Архивировано 12 мая 2015 года.